# Carpathica insularis
Carpathica insularis is een slakkensoort uit de familie van de Oxychilidae. De wetenschappelijke naam van de soort is voor het eerst geldig gepubliceerd in 1988 door Riedel & Mylonas.